# Bai (chinesischer Familienname)
Bai  ist ein chinesischer Familienname. Die Transkription steht u. a. für folgende chinesischen Schriftzeichen:
- 白

Bai (白) ist der Familienname folgender Personen:
- Bai Juyi (白居易,  Bái Jūyì / Bó Jūyì,  Pai Chü-i * 772, † 846 in Luoyang); chinesischer Dichter der (Tang-Dynastie)
- Bai Ling 白靈 / 白灵,  Bái Líng * 10. Oktober 1970  in Chengdu; chinesische Schauspielerin.
- Bai Yang (Schauspielerin) 白杨,  Bái Yáng * 1920, † 1996; chinesische Schauspielerin
- Bai Yang (Tischtennisspielerin) (* 1984), chinesische Tischtennisspielerin
- Bai Yulu 白雨露,  Bái Yǔlù * 10. Juli 2003 in Weinan; chinesische Snookerspielerin

## Varianten
Varianten des chinesischen Namens:
- Wade-Giles-Umschrift: Pai
- koreanisch: Baek

## Namensträger
- Bai Baoshan († 1998), chinesischer Serienmörder
- Bai Chongguang (* 1970), chinesischer Boxer
- Bai Chongxi (1893–1966), chinesischer Militär und Politiker
- Bai Chunli (* 1953), chinesischer Wissenschaftler und Wissenschaftsmanager
- Bai Enpei (* 1946), chinesischer Politiker (Volksrepublik China)
- Bai Hui-yun (* 1973), taiwanesischer Tischtennisspieler
- Bai Jie (* 1972), chinesischer Fußballspieler
- Bai Juyi (772–846), chinesischer Dichter
- Bai Keming (* 1943), chinesischer Politiker
- Bai Lichen (* 1941), chinesischer Politiker
- Bai Lili (* 1978), chinesische Fußballspielerin
- Bai Ling (* 1966), chinesische Schauspielerin
- Bai Mei (* 1975), chinesische Sportgymnastin
- Bai Qiuming (* 1994), chinesischer Eisschnellläufer
- Bai Rubing (1912–1994), chinesischer Politiker
- Bai Xianyong (* 1937), chinesischer Autor
- Bai Xue (* 1988), chinesische Langstreckenläuferin
- Bai Yan (* 1989), chinesischer Tennisspieler
- Bai Yang (Schauspielerin) (1920–1996),  chinesische Schauspielerin
- Bai Yang (Tischtennisspielerin) (* 1984), chinesische Tischtennisspielerin
- Bai Yulu (* 2003), chinesische Snookerspielerin
- Bai Zhuoxuan (* 2002), chinesische Tennisspielerin
- John Bai Ningxian (* 1921), chinesischer, römisch-katholischer Geistlicher